# Montagrier
 Montagrier  (en occitano Mont Agrier) es una población y comuna francesa, situada en la región de Aquitania, departamento de Dordoña, en el distrito de Périgueux. Es el chef-lieu del cantón de Montagrier.

## Demografía
| 441 | 411 | 389 | 385 | 397 | 443 |
| Para los censos de 1962 a 1999 la población legal corresponde a la población sin duplicidades (Fuente: INSEE [Consultar]) |     |     |     |     |     |